# Friedo Sielemann
Friedo Sielemann (* 13. März 1962 in Bielefeld) ist ein deutscher Diplomat. Er ist seit 2025 Botschafter in El Salvador.

## Werdegang
1990 begann Sielemann seine Laufbahn im Auswärtigen Amt in Bonn. Von 1992 bis 1995 war er am deutschen Generalkonsulat in Boston tätig. Anschließend war er von 1995 bis 1998 an der Botschaft in Islamabad eingesetzt. 1998 kehrte er zum Auswärtigen Amt nach Bonn zurück. Von 1999 bis 2001 war er an das Bundespräsidialamt abgeordnet. Daraufhin war er von 2001 bis 2002 an der Botschaft in Asunción und von 2002 bis 2005 am Generalkonsulat in New York City tätig. Von 2005 bis 2007 war er stellvertretender Referatsleiter beim Auswärtigen Amt in Berlin. Es folgten Einsätze an der Botschaft in Mexiko-Stadt (2007 bis 2009), an der Botschaft in Washington (2009 bis 2012) und als stellvertretender Missionschef an der Botschaft in Nairobi (2012 bis 2015). 2015 kehrte er zum Auswärtigen Amt in Bonn zurück und war dort bis 2018 als Referatsleiter tätig. Von 2018 bis 2021 war Sielemann für die Botschaft in Ankara tätig. Schließlich war er von 2021 bis 2025 stellvertretender Botschafter an der Botschaft in Oslo.
Im Sommer 2025 wurde Sielemann als Nachfolger von Peter Woeste Botschafter in El Salvador und Leiter der Botschaft in San Salvador.
Sielemann ist verheiratet und Vater zweier Kinder.